# Strauer Straße 9 (Kronach)

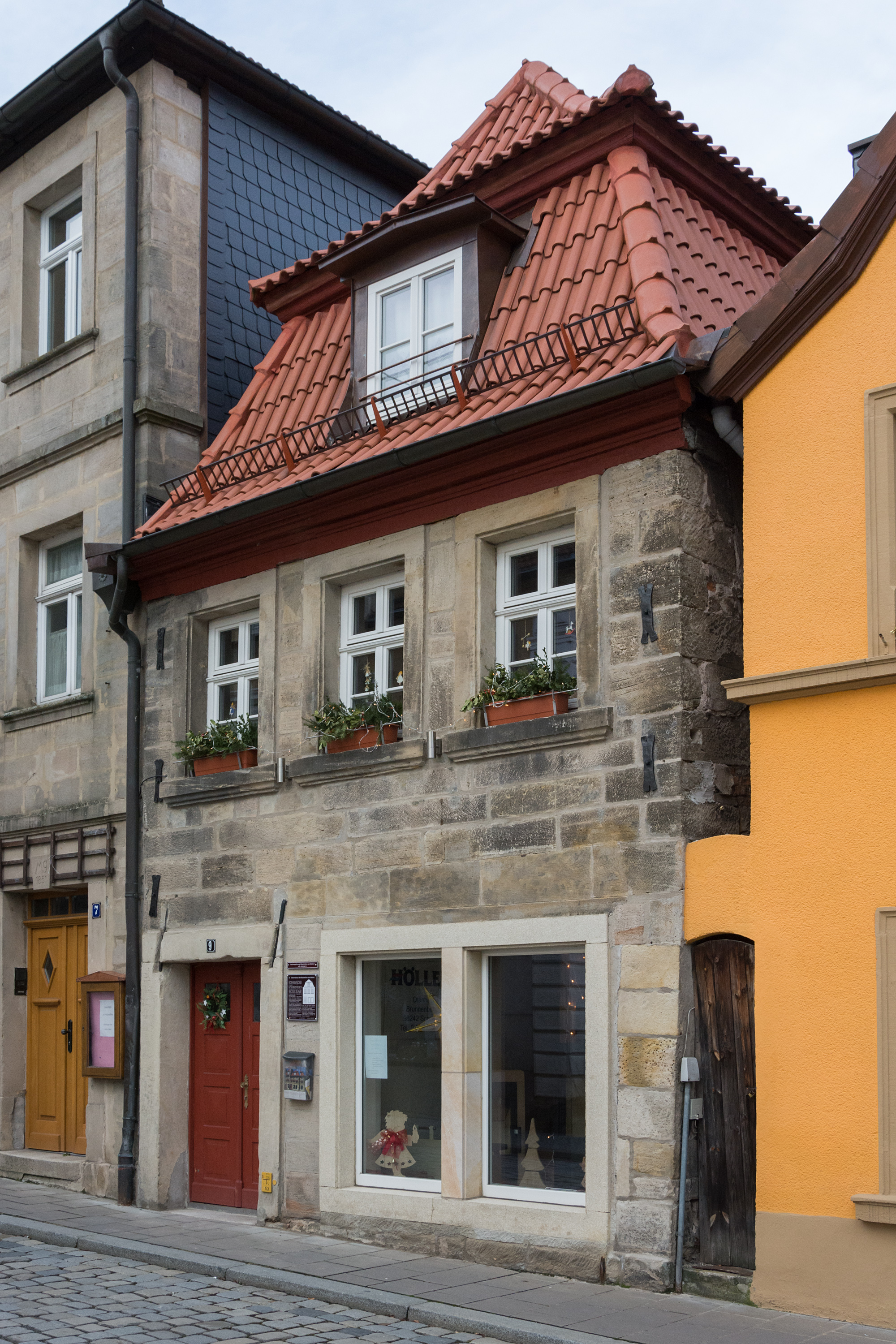
Das Gebäude Strauer Straße 9 im Januar 2014

Das Haus Strauer Straße 9 ist ein denkmalgeschütztes Gebäude in der oberfränkischen Stadt Kronach und möglicherweise Geburtshaus des Architekten, Oberbaudirektors und Festungsbaumeisters Maximilian von Welsch.

## Lage
Das Gebäude befindet sich östlich der Kronacher Altstadt an der Nordseite der Strauer Straße in der Nähe der Christuskirche.

## Geschichte und Baubeschreibung
Der dreigeschossige Mansarddachbau mit Fachwerkkern wurde ursprünglich im 17. Jahrhundert errichtet, die Sandsteinfassade entstand gegen Ende des 18. Jahrhunderts. Ursprünglich besaß das Gebäude eine Grundfläche von 4,80 × 12,50 Metern, die im 20. Jahrhundert durch eingeschossige Anbauten an der Rückseite vergrößert wurde. Nachdem es bis in die 1980er Jahre als Wohn- und Geschäftshaus genutzt wurde, stand das Gebäude rund 20 Jahre leer und war dem Verfall preisgegeben, bis es schließlich im Jahr 2010 verkauft wurde. Der neue Eigentümer restaurierte und sanierte das Bauwerk in den folgenden drei Jahren aufwendig und entfernte die nachträglichen Anbauten wieder. Das Gebäude verfügt nach den Umbauarbeiten über eine Wohnfläche von etwa 100 m² in Form zweier Ferienwohnungen.
Das Gebäude gehörte einst den Großeltern des späteren Baumeisters Maximilian von Welsch, sodass es lange Zeit als dessen Geburtshaus angesehen wurde. Neueren Forschungen zufolge hatte Welschs Vater jedoch um den Geburtszeitpunkt seines Sohnes herum Wohnräume in einem nicht mehr existierenden Haus gemietet, das sich am Standort des heutigen Gebäudes Lucas-Cranach-Straße 21 befand, sodass Maximilian von Welsch auch dort zur Welt gekommen sein könnte.